# Бень-Сент-Радгонд (кантон)
Бень-Сент-Радго́нд (фр. Baignes-Sainte-Radegonde) — кантон во Франции, находится в регионе Пуату — Шаранта, департамент Шаранта. Входит в состав округа Коньяк.
Код INSEE кантона — 1605. Всего в кантон Бень-Сент-Радгонд входят 8 коммун, из них главной коммуной является Бень-Сент-Радгонд.
Население кантона на 2007 год составляло 1 282 человека.
Коммуны кантона:
- Бень-Сент-Радгонд
- Бор
- Кондеон
- Ламерак
- Ле-Татр
- Реньяк
- Туверак
- Шантийак